# Dendrobium abbreviatum
Dendrobium abbreviatum är en orkidéart som beskrevs av Rudolf Schlechter. Dendrobium abbreviatum ingår i släktet Dendrobium, och familjen orkidéer. Inga underarter finns listade i Catalogue of Life.